# エイトマン (曲)
「エイトマン」は、克美しげるの楽曲。作詞・前田武彦、作曲・萩原哲晶。
本記事では関連楽曲の「夜のエイトマン」および、替え歌「エイトマン・タツノリ」についても解説する。

## 解説
平井和正の原作、桑田次郎の作画で講談社『週刊少年マガジン』に連載された漫画『8マン』を基に1963年11月から1964年12月までTBSテレビおよび系列各局で放映されたテレビアニメ『エイトマン』の主題歌（タイトルチューン）である。後述の通り、収録媒体によっては表題が「エイトマンのうた」、もしくは「エイトマン主題歌」とされる場合がある。
最初のレコード吹き込みは1964年1月5日に東芝音楽工業（現・ユニバーサルミュージックジャパン）から発売された克美のシングルで、アメリカ映画『北京の55日』日本上映時の同名主題歌（規格品番：JP-5260）にB面曲として収録されたものだった。
1976年に歌唱者の克美が殺人事件で逮捕され、事実上の「封印」扱いを受けていた時期がある。1980年にキングレコードが発売したLP盤のサウンドトラック（K22G-7003）ではたいらいさおのカバーで収録されたのを始め、1992年に徳間ジャパンコミュニケーションズから発売された『8マン 完全復刻盤 イメージ編』（TKCA-30733）でも戸嶋邦俊のカバーが使用されていた。
1996年に克美の旧所属レコード会社であった東芝EMIが発売した『懐かしのミュージッククリップ(4) エイトマン』（TOCT-9359）では、20年ぶりに克美のオリジナル歌唱がフルサイズとテレビサイズの2種類収録された（表題は「エイトマンのうた」）。克美自身も晩年に三才ブックスから刊行された『蘇る封印歌謡』の付録CDに第15回NHK紅白歌合戦出場曲の「さすらい」と逮捕直前にリリースした「おもいやり」の2曲と合わせて「エイトマン」のセルフカバーを吹き込んでいる。原曲はモノラル録音だったため、克美自身の歌唱によるステレオ録音はこの時のセルフカバーが最初で最後だった。

## 夜のエイトマン
「夜のエイトマン」（よるのエイトマン）は朝日ソノラマから発売されたソノシート『8マン げきめつサラマンダー作戦!』（B-66）のA面で「エイトマン」（ジャケットでは「エイトマン主題歌」と表記）に続けてトラック2へ収録された楽曲である。作詞は前田武彦、作曲は萩原哲晶でいずれも「エイトマン」と同じだが、歌唱は克美しげるでなくミュージカル・アカデミーが行っている。アニメ本編で挿入歌として直接使用されたこことは無いが、イントロ部分は劇伴として何度も使われた。
『懐かしのミュージッククリップ(4) エイトマン』ではトラック32に収録。日本コロムビア発売の『朝日ソノラマ大全集』（COCX-34642）トラック20にも収録されている。

## アルバム収録
特に注記の無い場合はCD。全てモノラル音源。
EMIミュージック・ジャパン
克美が所属していた東芝音楽工業→東芝EMIの後身。現在はユニバーサルミュージックへ吸収合併され、同社のレーベル・EMI Recordsとなっている。
- さすらい 克美しげるヒット・ソング集（TR-6003） - LP盤。B面トラック7に収録[注 3]。
- 懐かしのミュージッククリップ(4) エイトマン（TOCT-9359） - トラック1にフルサイズ、トラック2にテレビサイズ収録[4]。
- オリジナル版 懐かしのアニメソング大全 第1集 1963〜1967（TOCT-8513） - トラック4（表題「エイトマンのうた」）。
- 萩原哲晶作品集〜ハイそれまでヨ（TOCT-26867） - ディスク2のトラック13に収録。

日本コロムビア
- なつかしの昭和テレビ主題歌集 完結編(一) 〜あの時代に環る〜（COCP-32212） - トラック24（表題「エイトマンのうた」）。

## カバー・アレンジ
克美しげるが2007年に収録したセルフカバーについては解説本文を参照。
- ボーカル・エイト

ビクターレコード発売のソノシート『8マン ロボット007の巻』（MBK-111）A面に主題歌として収録（表題は「〈エイトマン〉のうた」）。同社のソノシート『テレビ漫画主題歌集』（MBK-118）B面や1993年発売の『決定版・懐かしのテレビアニメ主題歌大全集』（VICL-23077）トラック3にもこの音源で収録されている。
- ケーシー・浅沼

朝日ソノラマが1965年頃に発売したソノシート『8マン/パトロールV』（TV-6）に収録。。桑田次郎の漫画『パトロールV』テーマソング「パトロールVの歌」（作詞：菅原主、作曲：橋場清）とのカップリング盤。
- たいらいさお

キングレコードが1980年にシングル発売（K06S-3002）。B面はカラオケ。同年発売のLP盤『エイトマン オリジナル・サウンド・トラック』（K22G-7003）A面トラック1にも収録された。
- ジ・アニメルズ

キティが1983年に発売したシングル『アニメドレー 臨時増刊号』（7DS-0055）にて、メドレー曲「あぁ懐しのヒーロー物語」の1節としてカバー。
- 戸嶋邦俊

徳間ジャパンコミュニケーションズが1992年に発売した『8マン 完全復刻盤 イメージ編』（TKCA-30733）トラック1に収録。
- ザ・マイクハナサーズ

ソニー・レコードが1992年に発売したシングル『ヒーロー大行進』（SRDL-3532）にて、メドレー曲「ヒーロー大行進」の1節としてカバー。
- 桑野信義

エピック・ソニーが1993年にシングル発売（ESDB-3413）。OVA『エイトマン アフター』の主題歌として「エイトマンのテーマ (version 1993)」の表題で発表。桑野の父は原曲の演奏にトランペットで参加しており、その縁での主題歌起用となった。

### 応援歌としての使用
日本のプロ野球で背番号に「8」を着用していた選手のニックネームとして「エイトマン」が使われることが1960年代から1990年代まで複数見られ、古くは中日ドラゴンズや大洋ホエールズに所属した江藤慎一の愛称が「エイトマン」だった。
読売ジャイアンツでは現役時代に背番号「8」を用いた高田繁の応援歌に本曲のアレンジが使用され、高田から背番号「8」を継承した原辰徳の現役時には「エイトマン・タツノリ」の表題で本曲の替え歌が応援歌に使用された。この「エイトマン・タツノリ」は1981年6月にオレンジハウスレコード発売・徳間音楽工業の販売でレコード（ORF-1008）が発売されている。
また、近鉄バファローズでは梨田昌孝→米崎薫臣が背番号「8」だったことから「エイトマン」の替え歌が応援歌に使用されていた。

### CM・パロディ
2005年にはNTT東日本FLET'S光のテレビCMでSMAPが「エイトマン」を歌った。光ファイバー通信の速さをアピールするための起用であるため、エイトマンが唄われるサビ部分の歌詞は「ラララ」に変更されたり、替え歌で歌ったりすることもあった。
お笑い芸人がこの主題歌をネタにするケースも多く、清水ミチコが1989年に発表したアルバム『幸せのこだま』には楠田枝里子の物真似で歌唱した同曲の替え歌「エリコマン」（萩原哲晶の遺族、前田武彦、桑田次郎、楠田の了承済み）が収録されているほか、嘉門タツオ（旧芸名：嘉門達夫）が2005年に発表したシングル「替え唄メドレー2005」に「エイトマン」の替え歌が収録されており、また嘉門の「歌が変わるシリーズ」の中に瀧廉太郎作曲の唱歌「花」の後半部が「エイトマン」に変わるという持ちネタがある（こちらはCD化されていない）。
2019年よりサントリーのチューハイ「ほろよい」のCMで本曲をアレンジしたものが使われている。2019年にはインストゥメンタル版、2020年には歌唱版（替え歌）が放送されている。